# Jeong Hyoi-soon
Jeong Hyoi-soon, född den 28 april 1964, är en sydkoreansk handbollsspelare.
Hon tog OS-silver i damernas turnering i samband med de olympiska handbollstävlingarna 1984 i Los Angeles.